# Прапори департаментів Колумбії
Департаменти та Столичний Округ складають адміністративно-територіальний поділ Колумбії першого рівня. Відповідно до Конституції 1991 року Колумбія ділиться на 32 департаменти і Столичний Округ.

## Список

Амасонас
Антіокія
Араука
Атлантико
Болівар
Бояка
Вальє-дель-Каука
Ваупес
Вічада
Ґуав'яре
Ґуайнія
Гуахіра
Какета
Кальдас
Касанаре
Каука
Кіндіо
Кордова
Кундинамарка
Маґдалена
Мета
Нариньйо
Путумайо
Рисаральда
Сан-Андрес-і-Провіденсія
Сантандер
Норте-де-Сантандер
Сесар
Сукре
Толіма
Уїла
Чоко
Богота